# 沼田宗純
沼田 宗純（ぬまだ むねよし、1977年4月26日 - ）は、日本の防災プロセス工学に関する研究者。東京大学大学院先端表現情報学コース准教授 博士（工学）、東大沼田研究室室長。防災活動をプロセス化することで、標準化した防災システムを構築し、全国への普及展開を図っている。神奈川県秦野市出身。東京大学大学院卒業。

## 経歴
神奈川県秦野市生まれ。
2006年（平成18年）3月、東京大学大学院工学系研究科社会基盤工学科 博士課程。
2006年（平成18年）4月、博士課程を修了後，民間のコンサルティング会社「株式会社インクス」に入社。多くの大手企業の業務改革コンサルティングを実施。
2009年（平成21年）4月、東京大学生産技術研究所 助教授就任。
東日本大震災後には，災害報道についてデータを収集し，その分析結果に基づく新たな課題の指摘や解決策を提案。民間でのコンサルティング経験を活かし，福島県矢吹町における「新たな地域防災計画」を構築。日本国内だけではなく，海外にも展開。
2015年（平成27年）1月、東京大学大学院情報学環 講師、東京大学生産技術研究所（兼務）。
現在は、東京大学大学院先端表現情報学コース准教授、東大沼田研究室室長。専門分野は「防災プロセス工学」「G空間/ ICT防災」

## 研究テーマ
※ 東京大学公式HP「沼田宗純」
- 危機管理
- 災害対応危機管理システム
- 災害対応業務
- 防災
- 防災計画
- 時空間推移モデル
- 総合・新領域系
- 複合新領域
- 社会・安全システム科学
- 社会システム工学・安全システム

## 今まで行った研究内容
※東京大学・沼田研究室HPにて
- 災害対応のプロセス化、標準化、システム化
- 災害対応のシミュレーション
- 災害時の人材などリソース最適化配置シミュレーション
- 避難保険
- 行政の災害対応
- 緊急支援物資の最適分配シミュレーション
- 将来の電力需要に対するマイクログリッド
- 漁業集落の復旧・再生戦略
- 危機管理の組織論
- リスクコミュニケーション
- 人口減少時代の災害対策のあり方
- 東京の地下鉄の地震観測による耐震補強戦略
- 音声認識による災害対策本部のコミュニケーションの改善
- 個別要素法(Discrete Element Method)による土砂崩壊解析
- 粒子法(Material Point Method)による地盤の大変形解析
- 災害対応工程管理システムBOSSの開発
- マイナンバーを使った避難所情報管理システム
- 意思決定プロセスの解明
- マスコミ報道
- 防災教育手法の開発
- ドローンによる状況把握と意思決定に関する研究
- 原子力発電所事故に対する災害対応のあり方
- ハワイ大学との交流、インドネシア、バングラディッシュ、インドなど国際的な研究

## 書籍
※ 国立国会図書館「沼田宗純」調べ
- 「古墳に残された地震地すべり痕跡の工学的調査」（小長井一男 他との共著）、『地震工学研究発表会梗概集 第27回』（地震工学委員会 編集、土木学会、2003年12月、ISBN 4-8106-0403-9）所収
- 「『現象先取り・減災行動誘導型報道』を実現する方法」（目黒公郎との共著）、『放送メディア研究 11』（日本放送協会放送文化研究所 編集、丸善プラネット、2014年3月15日、ISBN 978-4-86345-203-9）所収[5]
- 『災害対策業務field guide』（東京大学生産技術研究所附属災害対策トレーニングセンター、2023年、NCID BD07203930、全国書誌番号:24012732）

## メディア出演
※沼田宗純「マスコミ（新聞，テレビ，ラジオなど）」　　※ 国立国会図書館「沼田宗純」調べ
- 読売新聞（2010年10月15日）- 揺れに備えて
- 静岡新聞（2010年・2011年）- ※連載「防災新時代」全12回[6]
- FM放送「サロン・ド・防災」（2013年2月14日）- 震災に備えて～情報の重要性～
- 河北新報（2013年3月10日）- 東日本大震災２年　特集，報道減少　風化の懸念
- TBSテレビ「TBSレビュー」（2013年10月27日）
- NHK福島「福島県内ニュース」（2013年12月19日）- 矢吹町の中学校で防災教育
- 福島民報（2013年12月19日）- 矢吹中　大地震，安全な避難法は ～県内初のシミュレーション～
- 福島民友（2013年12月20日）- 災害時の対応考える　矢吹中　シミュレーション授業
- NHK総合テレビ「NHKスペシャル」（2014年1月17日）- 阪神・淡路大震災１９年　救助が来ない　巨大地震 その時あなたは
- 雑誌「地方行政」（時事通信社）
- 雑誌「日本地震工学会誌」（日本地震工学会）
- 雑誌「都市計画」（日本都市計画学会）
- 雑誌「自然災害科学」（日本自然災害学会）
- 雑誌「地域安全学会論文集」（社会技術研究会）
- 雑誌「ダム工学」（ダム工学会）
- 雑誌「日本機械学会論文集」（日本機械学会）